# Perfekt infinitiv
Perfekt infinitiv är en verbform i till exempel latin. Den motsvaras i svenskan av konstruktioner med infinitiv av vårt perfekthjälpverb, ha, tillsammans med supinum av huvudverbet, till exempel (att) ha ätit. 
I språk som har perfekt infinitiv kallas den "vanliga" infinitiven presens infinitiv. Perfekt infinitiv kan också ha en passiv form. Då får supinumet passiv form i motsvarande svenska konstruktion (ha ätits). Ibland betraktas också de svenska konstruktionerna som perfekt infinitiv. Latinets aktiva perfekt infinitiv brukar bildas med suffixet -isse till verbets perfektstam.